# Сара Гадон
Сара Гадон (англ. Sarah Gadon; нар. 4 квітня 1987) — канадська акторка, режисерка та модель. Відома за фільмами Девіда Кроненберга «Небезпечний метод», «Космополіс» та «Зоряна карта».

## Життєпис
Народилась 4 квітня 1987 в Торонто, Онтаріо, в родині вчительки та психолога. Має старшого брата Джеймса. Багато часу в дитинстві і підлітковому віці витратила на тренування і виступи танцюристкою, також була молодшою партнеркою у Національній балетній школі Канади та студенткою Claude Watson School for the Performing Arts.

## Кар'єра
Гадон почала зніматись у віці 10 років у ролі Юлії в одному із епізодів серіалу «Її звали Нікіта» (1998).

## Фільмографія
| Рік  | Назва                               | Роль                 |
| ---- | ----------------------------------- | -------------------- |
| 2003 | Fast Food High                      | Зої                  |
| 2004 | Siblings                            | Маргарет             |
| 2007 | Charlie Bartlett                    | Прісцилла            |
| 2007 | Burgeon and Fade                    | Гейлі                |
| 2008 | Orange Avenue                       | Джулія МакМіллан     |
| 2008 | Spolitation                         | Ґабріелла            |
| 2008 | The Cutting Edge: Chasing the Dream | Селест Мерсьєр       |
| 2009 | Manson, My Name Is Evil             | Лаура                |
| 2011 | Небезпечний метод                   | Емма Юнг             |
| 2011 | The Moth Diaries                    | Люсі Блейк           |
| 2011 | Dream House                         | Сінді                |
| 2012 | Антивірус                           | Ганна Ґейст          |
| 2012 | Космополіс                          | Еліс Шіфрін          |
| 2013 | Ворог                               | Гелен Сент Клер      |
| 2013 | Belle                               | Леді Елізабет Мюррей |
| 2013 | Дружба і ніякого сексу?             | Меган                |
| 2014 | The Nut Job                         | голос Лани           |
| 2014 | Нова Людина-павук 2. Висока напруга | Карі                 |
| 2014 | Зоряна карта                        | Клариса Таґґарт      |
| 2014 | Дракула. Невідома історія           | Мірена / Міна        |
| 2015 | The Girl King                       | Ебба Спеар           |
| 2015 | A Royal Night Out                   | Принцеса Єлизавета   |
| 2015 | Дев’яте життя Луї Дракса            | Наталі               |
| 2016 | Обурення                            | Олівія Гаттон        |
| 2016 | 11.22.63                            | Сейді Данґіл         |
| 2019 | Касл-Рок                            | Рита К. Грін         |
| 2023 | Феррарі                             | Лінда Крістіан       |
| 2025 | Велика смілива красива подорож      |                      |